# イリヤ・プリゴジン
イリヤ・プリゴジン（Ilya Prigogine [prɪˈɡoʊʒiːn];, 1917年1月25日 - 2003年5月28日）は、ロシア出身のベルギーの化学者・物理学者。非平衡熱力学の研究で知られ、散逸構造の理論で1977年のノーベル化学賞を受賞した。統計物理学でも大きな足跡を残し、「エントロピー生成極小原理」はよく知られている。

## 生涯
モスクワに生まれ、1921年に家族とともにドイツに移住。1929年にはベルギーのブリュッセルに移住した。ブリュッセル自由大学でテオフィル・ド・ドンデに師事して数理化学を学び、1941年に博士号を取得、1947年から同大学の教授となった。1953年には、国際理論物理学会（東京＆京都）で来日した。その会議の終了後、仲間のカークウッドらと全国の高校をまわって講演し、その当時日本の物理学では素粒子論が主流を占めていたにもかかわらず、これからはトランジスタなどの物性物理学が主流を占めるはずだと予言して日本の若者達を鼓舞し、今日の技術国日本の礎を作ったと、常々満足げに話していた逸話が残っている。その業績のみならず日本の物理学界の多くの指導者を育成した業績が称えられ、日本政府から勲二等旭日瑞宝章が贈られている。1959年からアメリカ合衆国のテキサス大学オースティン校、1961年からシカゴ大学の教授を併任し、のちに彼の名前を冠することになる研究所（Institute Ilya Prigogine）の創設にも関わった。
プリゴジンは自然科学ばかりでなく他の分野でも活躍し、彼の先コロンブス期の石像収集を称えて考古学の名誉博士号が贈られている。さらに、モスクワ音楽院のピアノ科を卒業した母親に４歳のときからピアノを習い始め、その後、世界的なピアニストのウラディーミル・アシュケナージの父でやはりピアニストのダヴィッド・アシュケナージに師事して、大学就学前にピアノ国際コンクールで優勝している。2003年ブリュッセルで死去した。

## 業績
プリゴジンは、化学平衡から遠い状態にある溶液について研究した。溶液が平衡状態にあるときは、温度や圧力などの物理学的性質は変化せず、また系への物質やエネルギーの出入りもないはずである。実際には溶液中では恒常的に変化が起こっているにも拘らず、系としてある程度の秩序は保たれている。
溶液の温度を低温から急に上昇させると、溶液の小さい部分部分（セルとよんだ）が秩序を保ちながら全体の中を動くことを発見した。それまで非平衡状態では予想可能な秩序が生じることはないと考えられていた。またプリゴジンはこの現象は不可逆であり、つまり溶液を冷却しても逆の現象は生じないことを発見した。
こうした非平衡系における秩序の仕組みとして「散逸構造」という概念を提唱した。
周囲の環境と共存した状態で存在する散逸系を考え、物質とエネルギーがたがいに作用しあってより秩序性の高い状態になる現象を数量的に研究するプリゴジンの理論や思想は、物理化学の研究のみならず、社会学や生態学、経済学や気象学、人口動態学のモデルとしても応用されている。
ノーベル賞受賞後は、彼が以前から興味を抱いていた物理学の最も基本的な問題の一つである時間の対称性の破れの問題に生涯を捧げた。そして、その対称性の破れが、ボルツマンの立場、すなわち、多自由度系に対する我々の制御不可能性に基づいて引き起こされると言う立場ではなく、それよりももっと基本的に、物理学の基本的法則の帰結として古典力学および量子力学の力学的性質として導き出されるという立場からの論文を数多く残している。
著書「混沌からの秩序」（1979年）は科学の専門家でない一般向けに、彼の理論を理解してもらおうと書かれたものである。そのほかの著書として、「存在から発展へ」（1980年）や「複雑性の探究」（1989年）などがある。科学思想のみならず時代思潮に与えた影響もきわめて大きい。

## 批判
一方で、プリゴジンの主張は既存の物理を過度に否定的に捉えており、また既存の物理に代わるとする彼の提案もレトリカルな部分が多く本質を捉え損ねている、という批判は物理学者の中からも出ており、評価が非常に分かれている。

## 著書
- 『化学熱力学 1』（R.デフェイとの共著）みすず書房、1966年。ISBN 4622024071。
- 『化学熱力学 2』（R.デフェイとの共著）みすず書房、1966年。ISBN 462202408X。
- 『構造・安定性・ゆらぎ：その熱力学的理論』（P.グランスドルフとの共著）みすず書房。ISBN 4622025310。
- 『散逸構造：自己秩序形成の物理学的基礎』（G.ニコリスとの共著）岩波書店、1980年。ISBN 4000053965。
- 『存在から発展へ：物理科学における時間と多様性』みすず書房、1984年。ISBN 4622025426。
- 『混沌からの秩序』（イザベル・スタンジェールとの共著）みすず書房、1987年。ISBN 4622016931。
- 『複雑性の探究』（G.ニコリスとの共著）みすず書房、1993年。ISBN 4622040891。
- 『確実性の終焉：時間と量子論, 二つのパラドクスの解決』みすず書房、1997年。ISBN 4622041081。
- 『現代熱力学：熱機関から散逸構造へ』（ディリプ・コンデプディとの共著）朝倉書店、2001年。ISBN 4254130856。
- 『自己組織化する宇宙』（エリッヒ・ヤンツ著・序文）工作舎、1986年。ISBN 4875021240。

## 受賞歴
- 1955年 - フランキ賞
- 1972年 - バーク賞
- 1976年 - ランフォード・メダル
- 1977年 - ノーベル化学賞
- 1983年 - 本田賞